# Hymeniacidon proteus
Hymeniacidon proteus är en svampdjursart som först beskrevs av Ridley 1884.  Hymeniacidon proteus ingår i släktet Hymeniacidon och familjen Halichondriidae.
Artens utbredningsområde är Seychellerna. Inga underarter finns listade i Catalogue of Life.